# Marita Nordberg

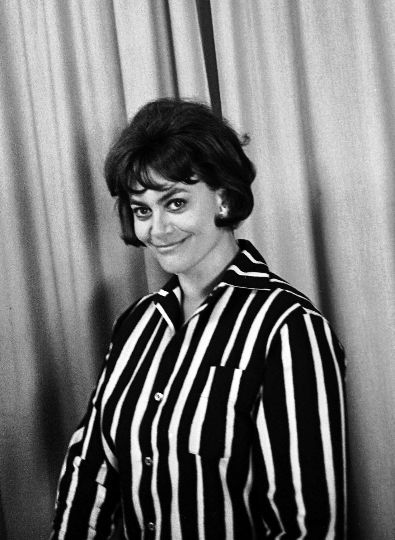
Marita Nordberg en 1966

Marita Nordberg (15 de febrero de 1929 – 30 de octubre de 2009) fue una actriz teatral, cinematográfica y televisiva finlandesa.

## Biografía
Su nombre completo era Hjördis Marita Nordberg, y nació en Tuusula, Finlandia. Inició estudios de literatura e historia en la Universidad de Helsinki, aunque finalmente acabó formándose en la Academia de Teatro de la Universidad de las Artes de Helsinki gracias a su afición al teatro y sus actividades en el grupo de aficionados Ympäristöteatteri. Tras actuar en varios teatros y haber formado parte del elenco del Teatro Televisivo desde su fundación, a partir del año 1967 trabajó como actriz independiente. Tras su período independiente, pasó a actuar en el Teatro Nacional de Finlandia desde el año 1988. La culminación de su carrera teatral fue la representación de la ópera de Joonas Kokkonen Viimeiset kiusaukset, que la llevó a actuar en el Metropolitan Opera. 
Nordberg actuó en docenas de producciones cinematográficas y televisivas, entre ellas las series Ilkamat y Parempi myöhään. Para la gran pantalla fue conocida por trabajar en 16 películas de la serie de Uuno Turhapuro, en las cuales encarnaba a la suegra de Uuno. Como actriz de voz, participó en el doblaje de la película Dinosaurio. Su última cinta fue Uuno Turhapuro – This Is My Life (2004). Sin embargo, en 2009 Nordberg consideró actuar en la serie Salatut elämät, pero desechó la idea por motivos de su edad, produciéndose su fallecimiento ese mismo año en Helsinki, Finlandia.
Marita Nordberg había estado casada desde 1956 con el médico Kimmo Mustakallio, con el cual tuvieron un hijo, el pastor religioso Sami Mustakallio, afectado por una parálisis cerebral.

## Filmografía (selección)
- 1949 : Ruma Elsa
- 1951 : Tytön huivi
- 1952 : Suomalaistyttöjä Tukholmassa
- 1952 : Yö on pitkä
- 1953 : Rantasalmen sulttaani
- 1953 : Me tulemme taas
- 1953 : Maailman kaunein tyttö
- 1953 : Lumikki ja 7 jätkää
- 1953 : Jälkeen syntiinlankeemuksen
- 1956 : Ei enää eilispäivää
- 1961 : Rakas...
- 1961 : Tyttö ja hattu
- 1961 : Kauppamatkustajan kuolema (TV)
- 1962 : Muotinäytös (TV)
- 1963 : Obmolov
- 1963 : Totuus on armoton
- 1964 : Kuukausi maalla (TV)
- 1965 : Teekutsut (TV)
- 1965 : Armoton ammattilainen (TV)
- 1966 : Millipilleri
- 1966–1973 : Hanski (serie TV)
- 1967 : Pähkähullu Suomi
- 1969 : Naapurilähiö (serie TV)
- 1970 : Ilkamat (serie TV)
- 1970 : Takiaispallo (potilas sairaalassa)
- 1976 : Lottovoittaja UKK Turhapuro
- 1977 : Häpy Endkö? Eli kuinka Uuno Turhapuro sai niin kauniin ja rikkaan vaimon
- 1978 : Tuntematon ystävä
- 1978 : Lakeuden laulu
- 1978 : Rautakauppias Uuno Turhapuro – presidentin vävy
- 1978 : Runoilija ja muusa
- 1979–1980 : Parempi myöhään (serie TV)
- 1980 : Opri ja Oleksi (TV)
- 1981 : Uuno Turhapuron aviokriisi
- 1981 : Ameriikan morsian
- 1982 : Uuno Turhapuro menettää muistinsa
- 1982 : Jousiampuja
- 1983 : Uuno Turhapuron muisti palailee pätkittäin
- 1984 : Viimeiset kiusaukset
- 1984 : Uuno Turhapuro armeijan leivissä
- 1984 : Kun Hunttalan Matti Suomen osti
- 1985 : Uuno Epsanjassa
- 1986 : Uuno Turhapuro muuttaa maalle
- 1986 : Pikkupojat
- 1987 : Uuno Turhapuro – kaksoisagentti
- 1987–1988 : Vihreän kullan maa (serie TV)
- 1988 : Irti maasta (TV)
- 1988 : Tupla-Uuno
- 1990 : Uunon huikeat poikamiesvuodet maaseudulla
- 1991 : Uuno Turhapuro herra Helsingin herra
- 1992 : Uuno Turhapuro – Suomen tasavallan herra presidentti
- 1993 : Uuno Turhapuron poika
- 1993 : Rakkauden kiirastuli
- 1994 : Uuno Turhapuron veli
- 1996 : Uuno Turhapuro (serie TV)
- 1997 : Paluu naapurilähiöön (serie TV)
- 1997 : Kotikatu (serie TV)
- 1997–1998 : Nitrokabinetti (serie TV)
- 1998 : Johtaja Uuno Turhapuro – pisnismies
- 1999 : Kaverille ei jätetä (serie TV)
- 2002 : Sänky (serie TV)
- 2003 : Kansankynttilät (serie TV)
- 2004 : Uuno Turhapuro – This Is My Life
- 2004 : Me stallarit (serie TV)

## Actriz de voz
- 2000 : Dinosaurio